# Sainte-Cécile-du-Cayrou
Sainte-Cécile-du-Cayrou (occitanisch Santa Ceselha del Cairon) ist eine südfranzösische Gemeinde mit 120 Einwohnern (Stand 1. Januar 2022) im Département Tarn in der Region Okzitanien. Die Gemeinde gehört zum Arrondissement Albi und zum Kanton Vignobles et Bastides. Die Einwohner werden Cayrousiens und Cayrousiennes genannt.

## Geografie
Sainte-Cécile-du-Cayrou liegt in der Région naturelle Gaillacois, etwa 28 Kilometer westnordwestlich von Albi und etwa 55 Kilometer nordöstlich von Toulouse an der Vère. Das Gebiet der Gemeinde wird außerdem vom Ruisseau du Rô Oriental, dem Ruisseau de Candèze und verschiedenen anderen kleinen Wasserläufen entwässert.
Der westliche Teil des Gemeindegebiets gehört zum Naturschutzgebiet „Forêt de Grésigne et environs“ im Rahmen des Natura 2000-Netzwerks.
Umgeben wird Sainte-Cécile-du-Cayrou von den Nachbargemeinden Castelnau-de-Montmiral im Norden, Süden und Westen, Saint-Beauzile im Norden und Nordosten sowie Le Verdier im Osten.

## Bevölkerungsentwicklung

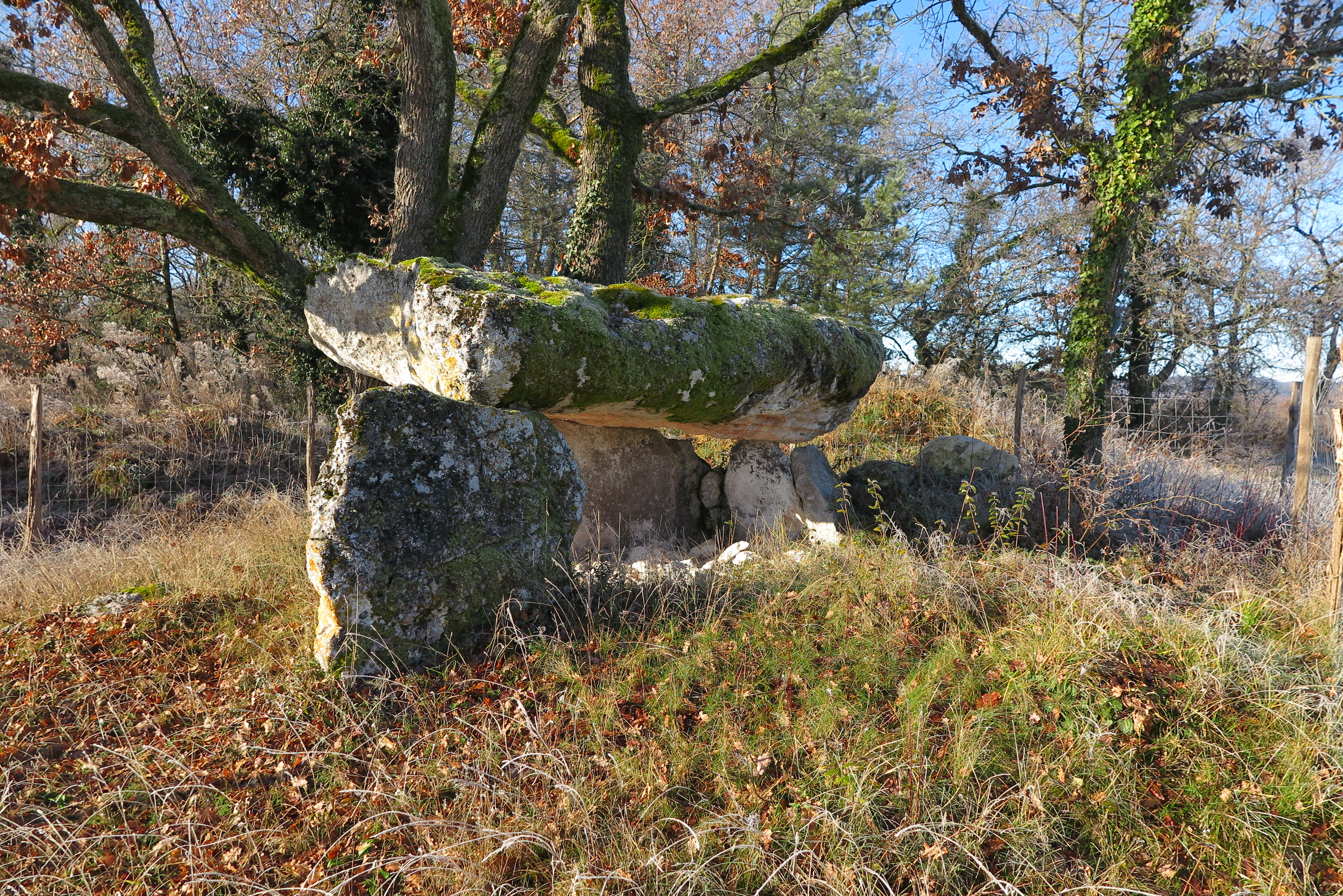
Dolmen Saint-Paul

| Jahr                       | 1962 | 1968 | 1975 | 1982 | 1990 | 1999 | 2006 | 2013 | 2020 |
| Einwohner                  | 165  | 174  | 187  | 175  | 162  | 160  | 128  | 120  | 109  |
| Quellen: Cassini und INSEE |      |      |      |      |      |      |      |      |      |

## Sehenswürdigkeiten
- Dolmen Saint-Paul aus der Jungsteinzeit in Les Peyres, seit 1889 als Monument historique klassifiziert
- Kirche Sainte-Cécile